# 小高熹郎
小高 熹郎（小髙熹郎、おだか としろう、1902年2月11日 - 1997年12月6日）は、日本の政治家。衆議院議員（2期）。

## 経歴
千葉県出身。千葉県会議員、家事審判参与員、家事調停委員、千葉県飼料商業協同組合理事長、千葉県飼料協会長、館山漁業会長、日本旋網漁業協会長となる。ほか昭和食糧工業、館山水産、千葉製油各（株）社長を務める。
1947年の第23回衆議院議員総選挙において千葉3区から日本自由党公認で立候補して落選。1949年の第24回衆議院議員総選挙で民主自由党から立候補し、初当選した。1952年の第25回衆議院議員総選挙では自由党公認で立候補して落選、1953年の第26回衆議院議員総選挙で復帰、1955年の第27回衆議院議員総選挙では日本民主党から立候補したが落選した。この間、自由党政策審議会水産部長、日本民主党遊説局長を務めた。
1976年秋の叙勲で勲三等瑞宝章受章。
1997年12月6日、心不全のため千葉県鴨川市の亀田総合病院で死去、95歳。死没日をもって正五位に叙される。